# Heinrich Barth (Politiker)

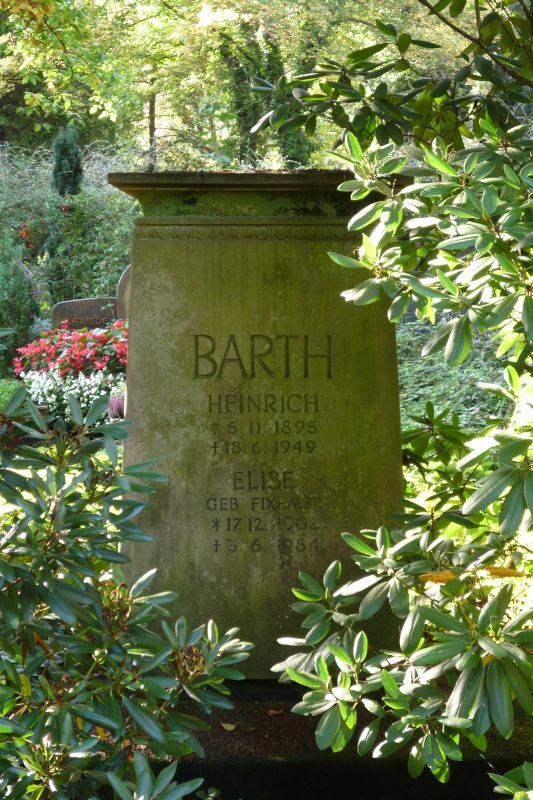
Heinrich Barths Grab auf dem Burbacher Waldfriedhof

Johann Heinrich Barth (* 5. November 1895 in Malstatt-Burbach; † 18. Juni 1949 in Luzern) war ein deutscher Politiker (SPS). Er war Abgeordneter des saarländischen Landtages und ehrenamtlicher Bürgermeister von Saarbrücken.

## Leben und Beruf
Heinrich Barth, Sohn des Schmiedes Matthias Barth, besuchte die Volksschule und machte im Anschluss eine Schlosserlehre im Burbacher Eisenhüttenwerk. In den Jahren 1914 bis 1918 nahm er am Ersten Weltkrieg teil. Nach dem Krieg arbeitete er ab 1918 als Maschinist und Kranführer in seinem Lehrbetrieb. 1921 heiratete er in Saarbrücken Elise Fixemer.
Nach dem Zweiten Weltkrieg übernahm er vom 23. März 1946 bis zum 24. März 1948 die Leitung des Sozialamtes der Stadt Saarbrücken. Nach seinem Tod wurde er in einem Ehrengrab auf dem Waldfriedhof in Burbach beigesetzt.

## Politik
Heinrich Barth war ab 1918 Angehöriger und ehrenamtlicher Funktionär des Deutschen Metallarbeiterverbandes. Ein Jahr später trat er der SPD bei und war für sie von 1919 bis 1935 Stadtverordneter in Saarbrücken.
Nach der Saarabstimmung 1935 emigrierte er in das französische Saint-Dizier. Es folgte die deutsche Ausbürgerung und 1937 der Erwerb der französischen Staatsangehörigkeit. Von 1939 bis 1940 diente er im französischen Militär. Am 29. April 1941 wurde er durch die Gestapo verhaftet. Er habe – so die Anklage – illegale Schriften verteilt. Am 20. März 1942 verurteilte ihn das Oberlandesgericht Stuttgart wegen Vorbereitung zum Hochverrat zu einem Jahr Gefängnis. Nach der Haft wurde Barth am 16. Oktober 1942 in das Konzentrationslager Dachau verschleppt. Nur wenige Wochen später, am 2. November 1942, wurde Barth in das Konzentrationslager Neuengamme überführt, wo er am 1. Mai 1945 befreit wurde.
Er trat der Sozialdemokratischen Partei des Saarlandes (SPS) bei und wurde am 2. September 1946 für sie Stadtverordneter und am 5. Oktober 1947 für eine Wahlperiode Abgeordneter im Landtag des Saarlandes. Vom 25. März 1948 bis zum 5. April 1949 war er zudem erster Beigeordneter. Am 6. April 1949 wurde er per Wahl zum ehrenamtlichen Bürgermeister von Saarbrücken bestellt und in das Amt eingeführt. Er verstarb während einer Dienstreise in Luzern.